# البیت اسکای‌لرک
البیت اسکای‌لرک (به انگلیسی: Elbit Skylark) یک هواگرد ساختِ کارخانهٔ البیت سیستمز در کشور اسرائیل است. نخستین استفاده‌کنندهٔ این هواگرد نیروهای دفاعی اسرائیل بوده‌است.